# 1915 في فرنسا
فيما يلي قوائم الأحداث التي وقعت خلال عام 1915 في فرنسا.

## سياسة

### انتهاء فترة المنصب
- 29 أكتوبر – رينيه فيفياني رئيس الوزراء الفرنسي.
- 30 نوفمبر – ألبرت كاريه مدير المسرح الكوميدي الفرنسي [الإنجليزية]‏.

## كتب
من الكتب التي صدرت هذه السنة في فرنسا:
- 1 يناير – قفزات فانج لون الثلاث من تأليف ألفرد دوبلن.

## مواليد

### يناير
- 26 يناير – مكسيم رودنسون مؤرخ فرنسي.

### مارس
- 5 مارس – لوران شفارتز
- 7 مارس – جاك شابان دلماس

### أغسطس
- 19 أغسطس – ألفونس أنطوان درّاج طريق فرنسي.
- 28 أغسطس – كلود روي كاتب فرنسي.

### نوفمبر
- 12 نوفمبر – رولان بارت

### ديسمبر
- 19 ديسمبر – إديث بياف la môme piaf.

## وفيات

### يناير
- 1 يناير – ألفرد لو كلارك (مواليد 1843) مهندس معماري فرنسي.
- 12 يناير – إميل أميلينو (مواليد 1850)

### مايو
- 9 مايو – فرانسوا فابر (مواليد 1887) درّاج طريق لوكسمبورغي.

### أكتوبر
- 11 أكتوبر – جان هنري فابر (مواليد 1823)